# Chiesa di Santa Maria Annunziata (Taleggio)
La chiesa di Santa Maria Annunciata è il principale luogo di culto cattolico degli Asturi, contrada di Taleggio in provincia e diocesi di Bergamo. La chiesa è sussidiaria della parrocchia di San Giacomo Maggiore in Peghera, appartenente al vicariato di San Giovanni Bianco-Sottochiesa, nella comunità ecclesiale territoriale Valle Brembana.

## Storia
La chiesa venne edificata sulla fine del 1700 in sostituzione di un'antica cappelletta con il concorso del lascito di un pio "Testatore" e delle elemosine e fatiche degli abitanti di Peghera, della Costa e del Fronte. Nel 1812 la chiesa venne inizialmente abbellita con l'aggiunta della trabeazione. I lavori proseguirono nel 1914 con il completamento dell'apparato decorativo. Tra il 1953 e il 1954 la chiesa fu sottoposta ad un ulteriore intervento di restauro generale. All'ultimo decennio del XX secolo risale l'adeguamento liturgico eseguito in ottemperanza alle disposizioni del Concilio Vaticano II. Il nuovo altare rivolto verso il popolo è realizzato in metallo.

## Descrizione

### Esterno
Nella contrada degli Asturi, sulla cima della montagna Rusticanno, sorge la modesta chiesa dell'Annunciazione. Orientata a nord, è preceduta da un ampio portico con tetto a tre spioventi. La facciata è caratterizzata nella parte inferiore da un intonaco frattazzato, simulando un'elevata zoccolatura, mentre nella parte superiore presenta un intonaco lisciato. Il portale centrale, leggermente rialzato di un gradino, è ornato da un cancello in ferro a due ante. Sopra la copertura del portico, la facciata ospita una finestra rettangolare.

### Interno
La chiesa presenta un interno a navata unica, sormontato da una cupola. Sopra la porta d'ingresso è collocata un'edicola in legno contenente la statua della Madonna col Bambino. Lungo le pareti laterali, due nicchie ospitano le statue di San Rocco e San Cristoforo. Sulla parete destra è presente anche l'ingresso laterale. Il presbiterio, leggermente rialzato di un gradino, è coperto da una volta a botte e si estende fino al coro absidato, concluso da un catino. L'altare, realizzato in marmo, presenta un'ancona anch'essa in marmo, con al centro una nicchia contenente la statua della Madonna. A destra del presbiterio si apre una porta che conduce alla sagrestia.